# Tofe-Tolu-Tiefseeberg
Der Tofe-Tolu-Tiefseeberg (englisch Tofe Tolu Seamount) ist ein Tiefseeberg im westlichen Pazifik auf dem Tiefseerücken der Gilbertinseln etwa 25 km südöstlich des Maiana-Atolls. Im Südosten ist Abemama das nächste Atoll.
Sein Gipfel liegt in einer Tiefe von 1395 m.
Ein weiterer Gipfel eines Tiefseeberges in der Nähe ist der Mauga-Umi-Tiefseeberg, etwa 30 km weiter südlich.